# گمینا کوروو
گمینا کوروو (به لهستانی:  Gmina Kurów) یک گمینا در لهستان است که در شهرستان پوواو واقع شده‌است. گمینا کوروو ۱۰۱٫۳ کیلومتر مربع مساحت و ۷٬۷۶۶ نفر جمعیت دارد.